# غلوفرسفيل
غلوفرسفيل (نيويورك) (بالإنجليزية: Gloversville, New York) هي مدينة تقع في الولايات المتحدة في مقاطعة فولتون، نيويورك. يقدر عدد سكانها بـ 15,665 نسمة وترتفع عن سطح البحر 250 متر.

## التركيبة السكانية
حدّد مكتب تعداد الولايات المتحدة بيانات التركيبة السكانية لغلوفرسفيل في تعداد الولايات المتحدة. في ما يلي، التركيبة السكانية حسب تعدادي 2000 و2010.

### تعداد عام 2000
بلغ عدد سكان غلوفرسفيل 15,413 نسمة بحسب تعداد عام 2000، وبلغ عدد الأسر 6,500 أسرة وعدد العائلات 3,826 عائلة مقيمة في المدينة. في حين سجلت الكثافة السكانية 1,177.5 نسمة لكل كيلومتر مربع (3,049.7/ميل2). وبلغ عدد الوحدات السكنية 7,540 وحدة بمتوسط كثافة قدره 576 لكل كيلومتر مربع (1,491.8/ميل2).
وتوزع التركيب العرقي للمدينة بنسبة 95.37% من البيض و1.86% من الأمريكيين الأفارقة و0.19% من الأمريكيين الأصليين و0.60% من الأمريكيين ذوي الأصول الآسيوية و0.03% من سكان جزر المحيط الهادئ و0.55% من الأعراق الأخرى و1.40% من عرقين مختلطين أو أكثر و1.67% من الهسبانيون أو اللاتينيون من أي عرق.
بلغ عدد الأسر 6,500 أسرة كانت نسبة 32.1% منها لديها أطفال تحت سن الثامنة عشر تعيش معهم، وبلغت نسبة الأزواج القاطنين مع بعضهم البعض 39.2% من أصل المجموع الكلي للأسر، ونسبة 14.3% من الأسر كان لديها معيلات من الإناث دون وجود شريك، بينما كانت نسبة 5.3% من الأسر لديها معيلون من الذكور دون وجود شريكة وكانت نسبة 41.1% من غير العائلات. تألفت نسبة 33.8% من أصل جميع الأسر من عدة أفراد يعيشون في نفس المنزل ونسبة 15.6% كانت تتألف من شخص يعيش بمفرده يبلغ من العمر 65 عاماً أو أكثر. وبلغ متوسط حجم الأسرة المعيشية 2.32، أما متوسط حجم العائلات فبلغ 2.94.
بلغ العمر الوسطي للسكان 37.3 عاماً. وكانت نسبة 25.1% من القاطنين تحت سن الثامنة عشر، وكانت نسبة 8.2% بين الثامنة عشر والرابعة والعشرين عاماً، ونسبة 27.2% كانت واقعةً في الفئة العمرية ما بين الخامسة والعشرين والرابعة والأربعين عاماً، ونسبة 20.7% كانت ما بين الخامسة والأربعين والرابعة والستين، ونسبة 16.5% كانت ضمن فئة الخامسة والستين عاماً فما فوق. يوجد لكل 100 أنثى 89.2 ذكر، ويوجد لكل 100 أنثى في الثامنة عشر من عمرها فما فوق 84.5 ذكر.
بلغ متوسط دخل الأسرة في المدينة 26,755 دولارًا، أما متوسط دخل العائلة فبلغ 34,713 دولارًا. وكان متوسط دخل الذكور 27,109 دولارًا مقابل 21,250 دولارًا للإناث. وسجل دخل الفرد الخاص بالمدينة 15,207 دولارًا. وكانت نسبة 14.9% من العائلات ونسبة 19.3% من السكان تحت خط الفقر، وكان من هؤلاء نسبة 31.3% تحت سن الثامنة عشر ونسبة 9.4% في الخامسة والستين من العمر وما فوق.

### تعداد عام 2010
بلغ عدد سكان غلوفرسفيل 15,665 نسمة بحسب تعداد عام 2010، وبلغ عدد الأسر 6,486 أسرة وعدد العائلات 3,763 عائلة مقيمة في المدينة. في حين سجلت الكثافة السكانية 1,196.7 نسمة لكل كيلومتر مربع (3,099.4/ميل2). وبلغ عدد الوحدات السكنية 7,477 وحدة بمتوسط كثافة قدره 571.2 لكل كيلومتر مربع (1,479.4/ميل2).
وتوزع التركيب العرقي للمدينة بنسبة 93.42% من البيض و2.84% من الأمريكيين الأفارقة و0.28% من الأمريكيين الأصليين و0.49% من الأمريكيين ذوي الأصول الآسيوية و0.01% من سكان جزر المحيط الهادئ و0.87% من الأعراق الأخرى و2.08% من عرقين مختلطين أو أكثر و3.39% من الهسبانيون أو اللاتينيون من أي عرق.
بلغ عدد الأسر 6,486 أسرة كانت نسبة 31.7% منها لديها أطفال تحت سن الثامنة عشر تعيش معهم، وبلغت نسبة الأزواج القاطنين مع بعضهم البعض 33.4% من أصل المجموع الكلي للأسر، ونسبة 17.4% من الأسر كان لديها معيلات من الإناث دون وجود شريك، بينما كانت نسبة 7.2% من الأسر لديها معيلون من الذكور دون وجود شريكة وكانت نسبة 42% من غير العائلات. تألفت نسبة 33% من أصل جميع الأسر من عدة أفراد يعيشون في نفس المنزل ونسبة 13% كانت تتألف من شخص يعيش بمفرده يبلغ من العمر 65 عاماً أو أكثر. وبلغ متوسط حجم الأسرة المعيشية 2.37، أما متوسط حجم العائلات فبلغ 2.96.
بلغ العمر الوسطي للسكان 37.1 عاماً. وكانت نسبة 24.9% من القاطنين تحت سن الثامنة عشر، وكانت نسبة 9.2% بين الثامنة عشر والرابعة والعشرين عاماً، ونسبة 26.1% كانت واقعةً في الفئة العمرية ما بين الخامسة والعشرين والرابعة والأربعين عاماً، ونسبة 25.8% كانت ما بين الخامسة والأربعين والرابعة والستين، ونسبة 14% كانت ضمن فئة الخامسة والستين عاماً فما فوق. وتوزع التركيب الجنسي للسكان بنسبة 48.1% ذكور و51.9% إناث.

## المناخ
يظهر الجدول التالي التغييرات المناخية على مدار السنة لغلوفرسفيل:
| البيانات المناخية لـغلوفرسفيل     | البيانات المناخية لـغلوفرسفيل | البيانات المناخية لـغلوفرسفيل | البيانات المناخية لـغلوفرسفيل | البيانات المناخية لـغلوفرسفيل | البيانات المناخية لـغلوفرسفيل | البيانات المناخية لـغلوفرسفيل | البيانات المناخية لـغلوفرسفيل | البيانات المناخية لـغلوفرسفيل | البيانات المناخية لـغلوفرسفيل | البيانات المناخية لـغلوفرسفيل | البيانات المناخية لـغلوفرسفيل | البيانات المناخية لـغلوفرسفيل | البيانات المناخية لـغلوفرسفيل |
| الشهر                             | يناير                         | فبراير                        | مارس                          | أبريل                         | مايو                          | يونيو                         | يوليو                         | أغسطس                         | سبتمبر                        | أكتوبر                        | نوفمبر                        | ديسمبر                        | المعدل السنوي                 |
| --------------------------------- | ----------------------------- | ----------------------------- | ----------------------------- | ----------------------------- | ----------------------------- | ----------------------------- | ----------------------------- | ----------------------------- | ----------------------------- | ----------------------------- | ----------------------------- | ----------------------------- | ----------------------------- |
| الدرجة القصوى °ف (°م)             | 68 (20)                       | 62 (17)                       | 83 (28)                       | 90 (32)                       | 90 (32)                       | 96 (36)                       | 98 (37)                       | 96 (36)                       | 99 (37)                       | 87 (31)                       | 77 (25)                       | 66 (19)                       | 99 (37)                       |
| متوسط درجة الحرارة الكبرى °ف (°م) | 28 (−2)                       | 32 (0)                        | 41 (5)                        | 55 (13)                       | 68 (20)                       | 76 (24)                       | 80 (27)                       | 79 (26)                       | 71 (22)                       | 58 (14)                       | 46 (8)                        | 34 (1)                        | 56 (13)                       |
| متوسط درجة الحرارة الصغرى °ف (°م) | 10 (−12)                      | 11 (−12)                      | 21 (−6)                       | 33 (1)                        | 44 (7)                        | 54 (12)                       | 58 (14)                       | 57 (14)                       | 48 (9)                        | 36 (2)                        | 28 (−2)                       | 17 (−8)                       | 35 (2)                        |
| أدنى درجة حرارة °ف (°م)           | −29 (−34)                     | −26 (−32)                     | −14 (−26)                     | 5 (−15)                       | 24 (−4)                       | 34 (1)                        | 40 (4)                        | 34 (1)                        | 22 (−6)                       | 17 (−8)                       | 0 (−18)                       | −23 (−31)                     | −28 (−33)                     |
| الهطول إنش (مم)                   | 3.20 (81)                     | 2.89 (73)                     | 3.88 (99)                     | 3.95 (100)                    | 4.16 (106)                    | 4.65 (118)                    | 4.35 (110)                    | 4.57 (116)                    | 3.70 (94)                     | 4.53 (115)                    | 3.10 (79)                     | 3.51 (89)                     | 46.49 (1٬181)                 |
| متوسط تساقط الثلوج إنش (سم)       | 24.2 (61)                     | 16.5 (42)                     | 13.4 (34)                     | 1.7 (4.3)                     | 0 (0)                         | 0 (0)                         | 0 (0)                         | 0 (0)                         | 0 (0)                         | 0.1 (0.25)                    | 3.7 (9.4)                     | 17.4 (44)                     | 77.0 (196)                    |
| المصدر: The Weather Channel       |                               |                               |                               |                               |                               |                               |                               |                               |                               |                               |                               |                               |                               |

## أعلام
- تشارلز باول الكسندر
- صموئيل د. بيرغر
- بيلي هاغتون
- إيميت ديفيس
- جورج بورنس